# Tadas Papečkys
Tadas Papečkys (Marijampolė, 28 de setembro de 1978) é um ex-futebolista lituano, que atuava como lateral-esquerdo e meio-campo. Atualmente está aposentado.

## Carreira

### Começo
Ele começou sua carreira no FBK Kaunas, ficando 9 anos na equipe,  disputando 174 partidas e marcou 30 gols. Em 2002, ele estava emprestado ao Anzhi Makhachkala, mas só entrou em campo 1 vez. 

### FK Silute
Logo ele voltou para a Lituânia, onde continuou a jogar pelo FBK Kaunas. Em 2006, mudou-se para o clube FK Šilute, onde marcou duas vezes em 27 jogos do campeonato. No início de 2007, ele jogou pelo FK Olimpis Riga.
No verão de 2007, ele se mudou para o Górnik Zabrze clube polonês. No meio da temporada 2008/09, ele foi emprestado ao clube de LKS Lodz. No verão de 2009, ele voltou para Górnik, no entanto, ele nunca apareceu em campo e deixou a equipe nas férias de inverno.
Em 2010, ele jogou pelo Sillamaë KV (Sillamäe), que foi vice-campeão da Estônia, no ano antes. Porém, o clube disputou apenas 5 partidas, lesionou-se e logo deixou o time.
No final da carreira, jogou pelos clubes da 1ª liga lituana FK Jonava e FK Šilas, também jogou por clubes de futsal locais, terminando sua carreira no ano de 2017, aos 39 anos.

## Seleção Lituana
Em 2005, estreou na seleção lituana, sendo campeão da Copa Báltica. No total, ele jogou 7 jogos pela seleção.
Foi convocado para seleção lituana, para 2 jogos das eliminatórias para a Copa do Mundo de 2010, contra Romênia e Áustria, nos dias 6 e 10 de setembro, respectivamente. Papečkys foi convocado para o lugar de Nerijus Radžius, que se lesionou na ocasião.

## Títulos

### FBK Kaunas
- Campeonato Lituano: 1999, 2000, 2001, 2002, 2003 e 2004
- Copa da Lituânia 2002, 2004 e 2005
- Supercopa da Lituânia: 2002 e 2004

### Seleção Lituana
- Copa Báltica: 2005